# Hubert Schmidt (Jurist)
Hubert Schmidt (* 8. Februar 1958 in Linz am Rhein) ist ein deutscher Jurist, Rechtsanwalt in Koblenz, Honorarprofessor an der Universität Trier und Professor an der Hochschule Trier.

## Leben und Leistungen
Nach dem Abitur 1976 studierte Schmidt von 1977 bis 1983 Rechtswissenschaft an den Universitäten Bonn, Freiburg im Breisgau und Trier. Im Jahr 1983 absolvierte er das Erste juristische Staatsexamen. Während des Referendariats von 1983 bis 1986 arbeitete Schmidt als wissenschaftliche Hilfskraft bei Uwe John und Peter Bülow. Nach dem Zweiten Staatsexamen 1986 arbeitete er bis 1990 als wissenschaftlicher Mitarbeiter am Lehrstuhl für Bürgerliches Recht, Handels- und Wirtschaftsrecht sowie Verfahrensrecht bei Walter F. Lindacher. Dort promovierte er 1989 mit der Dissertation „Zur Vollbeendigung juristischer Personen“.
Von 1990 bis 1995 war Schmidt Sozius in einer Rechtsanwaltskanzlei in Trier und wechselte anschließend in eine Sozietät in Koblenz. Dort ist Schmidt – von 1999 bis 2015 als geschäftsführender Partner – als Fachanwalt für Steuerrecht sowie Fachanwalt für Handels- und Gesellschaftsrecht tätig.
Seit 1993 war Schmidt Lehrbeauftragter, seit 2013 ist er Honorarprofessor für Handels- und Gesellschaftsrecht sowie Zivilverfahrensrecht an der Universität Trier. Von 2003 bis zum 31. August 2022 war er außerdem Professor für Bürgerliches Recht, deutsches und europäisches Wirtschaftsrecht sowie Verfahrensrecht an der Hochschule Trier, Umwelt-Campus Birkenfeld.
2020 wurde ihm die Ehrenbezeichnung Justizrat verliehen.
Schmidt ist verheiratet und hat zwei Kinder.

## Mitgliedschaften
- Prüfungsabteilung I im Landesprüfungsamt für Juristen beim Ministerium der Justiz in Rheinland-Pfalz
- Mitbegründer des Rheinland-pfälzischen Zentrums für Insolvenzrecht und Sanierungspraxis (ZEFIS)
- Mitbegründer sowie Ko-Direktor des Birkenfelder Instituts für Ausbildung und Qualitätssicherung im Insolvenzwesen (BAQI)
- Stellvertretender Vorsitzender des Deutschen Mietgerichtstags
- Mitglied im Vorstand der Rechtsanwaltskammer Koblenz

## Veröffentlichungen (Auswahl)
- Zur Vollbeendigung juristischer Personen (= Schriftenreihe zum Deutschen und Europäischen Zivil-, Handels- und Gesellschaftsrecht. Bd. 127). Gieseking, Bielefeld 1989, ISBN 978-3-7694-0227-8 (Dissertation, Universität Trier, 1988/89).
- Kommentierung der §§ 305 b bis 307 BGB sowie, seit 2013, der §§ 320 bis 326 und §§ 346 bis 354 BGB in Bamberger/Roth/Hau/Poseck BGB, derzeit in 4. Auflage 2019, zugleich BeckOK BGB Hau/Poseck, mit vierteljährlicher Aktualisierung.
- Kommentierung der Abschnitte Akkreditivbedingungen, Bürgschaft, Darlehensverträge, AGB der Gütertransportwirtschaft, Handelsklauseln, Sicherungsrechte sowie § 310 IV 1 (Bereichsausnahmen Familien-, Erb- und Gesellschaftsrechts) in: Wolf/Lindacher/Pfeiffer: AGB-Recht. Beck, München 2004 ff., ISBN 978-3-406-51046-5.
- Hrsg. mit Wolfgang Hau: Facetten des Verfahrensrecht. Liber amicorum Walter F. Lindacher zum 70. Geburtstag. Heymann, Köln 2007, ISBN 978-3-452-26582-1.
- Hrsg. zusammen mit Marga Buschbell-Steeger, Friedrich Jansen und Gerhard Leverkinck: Festschrift für Karl Eichele (zum 75. Geburtstag), Nomos, Baden-Baden 2013, ISBN 978-3-8329-6312-5.
- Hrsg. mit Wolfgang Hau: Trierer Festschrift für Walter F. Lindacher zum 80. Geburtstag, C. H. Beck, München 2017, ISBN 978-3-406-70591-5.
- Hrsg. des Abschnitts Mietrecht und Kommentierung der §§ 535, 538, 549, 578 Abs. 3 BGB in Gsell, Krüger, Lorenz, Reymann, BeckOGK BGB, C. H. Beck, München, 2014 ff. mit vierteljährlichen Aktualisierungen.
- COVID-19 – Rechtsfragen zur Corona-Krise (Hrsg. und Autor § 8, Vereins- und Genossenschaftsrecht), 3. Aufl., C. H. Beck, München 2021, ISBN 978-3-406-77148-4, mit Ergänzungsband zur 3. Aufl., C.H. Beck, München, 2022.